# Piret Viires
Piret Viires (* 11. August 1963 in Tallinn) ist eine estnische Literaturwissenschaftlerin.

## Leben
Piret Viires machte 1981 in Tallinn Abitur und studierte von 1981 bis 1987 an der Universität Tartu Estnische Philologie. Nach ihrem Abschluss arbeitete sie als Literaturwissenschaftlerin am Institut für Sprache und Literatur der Estnischen Akademie der Wissenschaften bzw. nach dessen Aufteilung in ein Institut für Sprache und eines für Literatur (1993) am Under und Tuglas Literaturzentrum. Von 1995 bis 2007 war sie bei der Zeitschrift Keel ja Kirjandus Redakteurin für Literaturtheorie und Literaturkritik, daneben seit 1997 auch Angestellte beim Estnischen Schriftstellerverband. Von 1993 bis 1995 leitete sie zudem den neugegründeten Verlag Tuum. 2000 erlangte sie an der Universität Tartu den Magistergrad, 2006 wurde sie zum Dr. phil. promoviert. Seit 2008 ist sie Professorin für Estnische Literatur an der Universität Tallinn.
Viires ist seit 1995 Mitglied des Estnischen Schriftstellerverbandes.

## Werk
Viires hat zu verschiedenen Perioden der estnischen Literatur des 20. Jahrhunderts gearbeitet, konzentriert sich in ihrer Forschung jedoch zusehends auf die zeitgenössische Literatur. Insbesondere untersucht sie dabei die neuesten Strömungen, beispielsweise den Ethnofuturismus. Ihre Spezialgebiet ist die Postmoderne Literatur in Estland.
Außerdem hat Piret Viires einen Band mit Kurzgeschichten verfasst: Tallinna ja Tartu vahel ('Zwischen Tallinn und Tartu'). Von den Erzählungen, die im studentischen Milieu spielen, sind zwei auch auf Deutsch erschienen:
- Volli (übersetzt von Aet Bergmann) und Zwischen Tallinn und Tartu (übersetzt von Axel Jagau), in: Estonia 3–4/1990, S. 130–135.

## Bibliografie

### Monografien
- Postmodernism Eesti kirjanduskultuuris. Tartu: Tartu Ülikooli Kirjastus 2006. 257 S.
- Eesti kirjandus ja postmodernism. Tartu: Tartu Ülikooli Kirjastus 2008. 112 S.
- Postmodernism in Estonian literary culture. Frankfurt am Main [etc.]: Peter Lang 2012. 151 S.

### Artikel (Auswahl)
- Der Aufstieg des Ethnofuturismus, in: Estonia 1/1996, S. 3–9.
- Sven Kivisildniks skandalöse Liste, in: Estonia 2/1997, S. 16–19.
- Etnofuturismist küberkirjanduseni, in: Looming 11/2000, S. 1682–1697.
- (gemeinsam mit Marin Laak) Intertextuality and Technology: The Models of Kalevipoeg, in: Intertextuality and Intersemiosis. Editors: Marina Grishakova, Markku Lehtimäki. Tartu: Tartu University Press 2004, S. 287–312.
- Küberkirjandusest meil ja mujal, in: Looming 8/2002, S. 1235–1240.
- Mustamäe metamorfoosid, in: Keel ja Kirjandus 6/2004, S. 458–462.
- Traces of the postmodern world in the 21st-century Estonian novel, in: interlitteraria 9 (2004), S. 130–139.
- The New Elite: from Digital Literature to a Printed Book, in: interlitteraria 14/1 (2009), S. 247–255
- Twilight Zone. Nullindad kui hämarala. Mõttevahetus: 00-ndad eesti kirjanduses, in: Looming 2/2010, S. 273–282.
- End of Irony? Estonian Literature after Postmodernism, in: interlitteraria 16/2 (2011), S. 451–463.
- (gemeinsam mit Marin Laak) Das estnische Epos „Kalevipoeg“ und seine Rezeption in Kultur und Literatur, in: Nationalepen zwischen Fakten und Fiktionen. Beiträge zum komparatistischen Symposium 6. bis 8. Mai 2010 Tartu. Herausgegeben von Heinrich Detering, Torsten Hoffmann, Silke Pasewalck, Eve Pormeister. Tartu: Tartu University Press 2011, S. 295–318.
- Sõjakujutusest tänapäeva eesti kirjanduses. Leo Kunnase sõjad, in: Keel ja Kirjandus 12/2017, S. 916–925.

## Über Piret Viires
- Aime Hansen: Pealtnägija tunnistus, in: Vikerkaar 8/1990, S. 88–90.
- Ivo Rull: Kirjanduse ja filoloogia vahel, in: Vikerkaar 8/1990, S. 90.
- Hasso Krull: „Naine on inimese sõber“: Vennad naised, in: Keel ja Kirjandus 10/1990, S. 633–634.
- Cornelius Hasselblatt: Piret Viires: Niedergang des Kosmopolitismus?, in: Estonia 1/1996, S. 10–12.